# Jesús Graña
Jesús Graña era un actor mexicano, comediante y personalidad en la radio llamado «El Hombre Feliz». 
Salió en el reparto de varias películas entre los años 1933 y 1951. Vivió en México con su esposa, Juana, y sus cuatro hijas: Pilar, Carmen, Conchita, y Margarita.

## Películas
- ¡¡¡Mátenme porque me muero!!! (1951)
- La Casa de la Troya (1948) - College Boarding House (USA)
- Músico, poeta y loco (1948)
- El niño perdido (1947)
- La barca de oro (1947) - Don Braulio - El Corrido de Chabela Vargas
- La niña de mis ojos (1947)
- Bel Ami (1947/I) - Buen mozo, El (México) - Historia de una canalla, La (México)
- Los nietos de Don Venancio (1946)
- La razón de la culpa (1943)
- ¡Qué lindo es Michoacán! (1943) - Beautiful Michoacan (USA) - Paraíso de México, El (México)
- Don Juan Tenorio (1937)
- Pecados de amor (1934) - Sins of Love (USA)
- Sobre las olas (1933) - Over the Waves (USA)
- Chillona, La (1933)

- Datos: Q5199403